# 홍성민 (2004년)
홍성민(한국 한자: 洪成旼, 2004년 7월 8일 ~ )는 대한민국의 축구 선수로, 포지션은 수비수이다. 현재 K리그2 충북 청주 FC 소속이다.